# Verdienter Angehöriger der Zivilverteidigung der Deutschen Demokratischen Republik
Verdienter Angehöriger der Zivilverteidigung der Deutschen Demokratischen Republik war eine staatliche Auszeichnung  der Deutschen Demokratischen Republik (DDR), welche in Form eines Ehrentitels mit Urkunde und einer tragbaren Medaille verliehen wurde. 

## Medaille zum Ehrentitel

### Beschreibung
Gestiftet wurde der Titel am 25. Oktober 1977. Seine Verleihung erfolgte sowohl an Angehörige der Zivilverteidigung als auch an ehrenamtliche Helfer für hervorragende Leistungen sowie für besondere Verdienste und langjährige vorbildliche Pflichterfüllung bei der Erhöhung der Einsatzbereitschaft der Zivilverteidigung der DDR. Die Anzahl der Höchstverleihungen war pro Jahr auf nur 5 Ehrentitel begrenzt.

### Aussehen
Die vergoldete Medaille mit einem Durchmesser von 35 mm zeigt auf ihren Avers mittig das große Staatswappen der DDR (Durchmesser 14,5 mm) auf weinroten Untergrund. Um das Wappen herum ist die Umschrift: FÜR DEN SCHUTZ DER ARBEITER UND BAUERNMACHT zu lesen. Der anschließende Medaillenrand wird von einem großen Lorbeerkranz bedeckt, auf dem unten zwei gekreuzte Dolche gelegt sind. Das Revers der Medaille zeigt die fünfzeilige Inschrift: VERDIENTER / ANGEHÖRIGER / DER / ZIVILVERTEIDIGUNG / DER DDR.

## Trageweise
Getragen wurde die Medaille auf der linken oberen Brustseite an pentagonaler Spange mit silbergrauem bezogenem Ordensband und aufgelegter goldener Lorbeergruppe. In das Band selber sind je zwei senkrechte weinrote Streifen eingewebt von denen der Äußere 0,5 mm und der innere 2 mm breit ist. Der Abstand vom Saum beträgt bis zum ersten inneren Streifen 3 mm, wobei sich der zweite Streifen anschließend 0,5 mm weiter anschließt. Die Interimsspange ist von gleicher Beschaffenheit und zeigt ebenfalls mittig die golden aufgelegte Lorbeergruppe als Miniatur.